# دابانلو
دابانلو هي قرية في مقاطعة نير، إيران. يقدر عدد سكانها بـ 21 نسمة بحسب إحصاء 2016.